# Алеш Сіла
Алеш Сіла (словен. Aleš Sila; народився 18 червня 1987 у м. Любляна, Югославія) — словенський хокеїст, воротар. Виступає за «Олімпія» (Любляна) в Австрійській хокейній лізі.
Вихованець хокейної школи «Олімпія» (Любляна). Виступав за «Олімпія» (Любляна), «Спрингфілд Дж. Блюз» (NAHL).
У складі національної збірної Словенії учасник чемпіонатів світу 2009 (дивізіон I) і 2010 (дивізіон I). У складі молодіжної збірної Словенії учасник чемпіонатів світу 2005 (дивізіон I), 2006 (дивізіон I) і 2007 (дивізіон I). У складі юніорської збірної Словенії учасник чемпіонату світу 2005 (дивізіон I).